# Roger Freedman
Roger Freedman es un autor, físico y profesor estadounidense, ha trabajado en la investigación y en la docencia orientada a la física nuclear. Es muy reconocido por sus trabajos en la elaboración de libros de texto de física elemental.

## Historia
Roger A. Freedman es profesor universitario de física en la University of California, Santa Bárbara. El doctor Freedman cursó estudios de licenciatura en los campus de la University of california en San Diego y Los Ángeles. Realizó su investigación doctoral en teoría nuclear en la Stanford University bajo la dirección del profesor J. Dirk Walecka. Se trasladó a la UCSB en 1981 luego de tres años de enseñar e investigar en la University of Washington.
En la UCSB, el doctor Freedman ha enseñado tanto en el Departamento de Física como en el Colegio de Estudios Creativos, una rama de la universidad destinada a estudiantes de licenciatura con dotes y motivación sobresalientes. Ha publicado trabajos de investigación en física nuclear, física de partículas elementales y física de láser. En años recientes ha contribuido a perfeccionar herramientas basadas en computadoras para el aprendizaje de física y astronomía en el nivel introductorio.
Cuando no está en el aula o trabajando intensamente en la computadora, se puede hallar al doctor Freedman ya sea volando (tiene licencia de piloto comercial) o viajando con su esposa, Caroline, en su convertible Nash Metropolitan 1960.